# En fødsels forløb
En fødsels forløb er en dansk dokumentarfilm fra 1972 med instruktion og manuskript af Lise Roos.

## Handling
En billedbeskrivelse af, hvad Lise Roos oplevede på Sct. Josephs Hospitals fødeafdeling den 10. september 1971, da hendes datter Eline første gang så dagens lys.